# 盧智雪
盧智雪或譯魯知說（韓語：노지설），韓國電視劇編劇。

## 作品

### 電視劇
- 2010年：SBS《醫生冠軍》
- 2011年：SBS《女人的香氣》
- 2014年：SBS《對我而言可愛的她》
- 2018年：tvN《百日的郎君》
- 2023年：JTBC《戀愛不可抗力》

## 外部連結
- NAVER搜索